# Болла

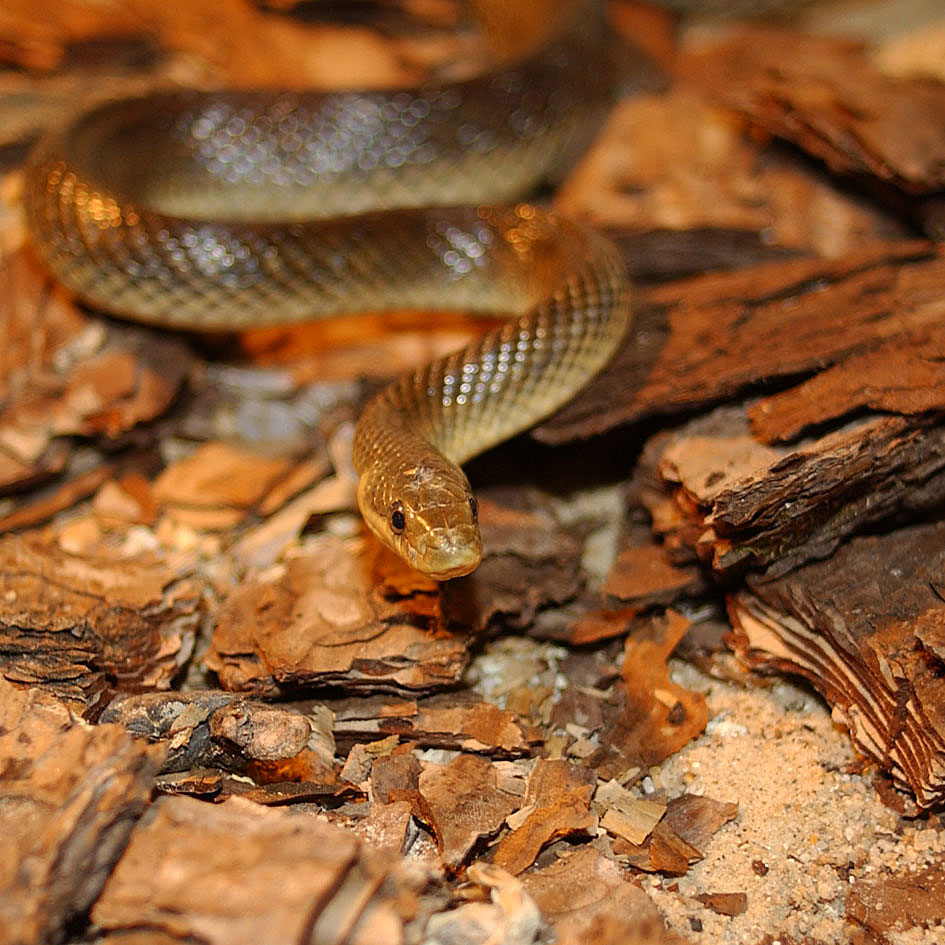
Словом буллар албанцы также называют желтопузика.

Болла (в южной Албании Буллар) — демоническое драконоподобное существо из албанского фольклора. У него длинное змеящееся тело, четыре лапы и маленькие крылья. Этот дракон спит целый год, но в день св. Георгия просыпается и его фасетчатые серебристые глаза изучают мир до тех пор, пока не найдут человека. Болла пожирает его, закрывает глаза и засыпает снова.
На двенадцатый год болла превращается в рогатого огнедышащего дракона Кучедру (Kuçedra) о девяти языках, с гребнем и большими крыльями. Кучедра вызывает засуху и живёт человеческими жертвами. Иногда появляется в виде волосатой исполинской женщины с большими грудями.